# Графство Калвелаге
Графство Калвелаге (на немски: Grafschaft Calvelage) е територия на Свещената Римска империя от края на 11 век до първата половина на 12 век около Фехта в Долна Саксония, Германия. Първото споменаване на графството е ок. 1070 г.
Графовете на Калвелаге имат собственост около Фехта и Берзенбрюк. Около 1100 г. те купуват територии в Тевтобургската гора, северозападно от Хале, основават замък Равенсберг и около 1140 г. изместват резиденцията си в новия замък и веднага започват да се наричат графове на Равенсберг. Територията на графството около Фехта и Берзенбрюк е продадена през 1252 г. на епископство Мюнстер.
Херман от Вердюн е родоначалник на графовете на Калвелаге и на произлзащите от тях графове на Равенсберг.

## Графове на Калвелаге
- Херман I († 1082), 1115 г. граф на Калвеланге, жени се сл. 1070 г. за Етелинда Нортхаймска, разведена 1070 г. от Велф I, 1070 – 1101 херцог на Бавария (Велфи), дъщеря на Ото II фон Нортхайми, 1061 – 1070 херцог на Бавария. Херман I произлиза от фамилията на Херман от Вердюн
- Херман I (Равенсберг) (1115/34 доказан), тяхен син, 1120 г. граф, 1125 г. граф на Калвелаге, женен за Юдит фон Цутфен, дъщеря на граф Ото II фон Цутфен
- Херман II († 1115), женен за сестра на Хайнрих фон Цутфен
- Ото I (Равенсберг) (* ок. 1120, † 1170/80), граф на Калвелаге 1138 г. и на Равенсберг 1141 – 1170 г. Пръв се нарича на замък Равенсберг. Той се жени за Ода фон Цутфен (доказана 1166) и е баща на Херман II (Равенсберг). Брат е на Хедвиг, омъжена за Герхард I фон Хенегау, граф на Дале († 1166).